# Episodi di American Playhouse (settima stagione)
La settima stagione della serie televisiva American Playhouse è stata trasmessa in anteprima negli Stati Uniti d'America tra il 13 luglio 1988 e il 27 luglio 1988.
| nº | Titolo originale            | Titolo italiano | Prima TV USA     | Prima TV Italia |
| -- | --------------------------- | --------------- | ---------------- | --------------- |
| 1  | Strange Interlude (Part 1)  |                 | 13 luglio 1988   |                 |
| 2  | Strange Interlude (Part 2)  |                 | 19 gennaio 1988  |                 |
| 3  | Strange Interlude (Part 3)  |                 | 20 gennaio 1988  |                 |
| 4  | The Return of Hickey        |                 | 3 febbraio 1988  |                 |
| 5  | Lemon Sky                   |                 | 10 febbraio 1988 |                 |
| 6  | The Revolt of Mother        |                 | 17 febbraio 1988 |                 |
| 7  | Pigeon Feathers             |                 | 17 febbraio 1988 |                 |
| 8  | Billy Galvin                |                 | 24 febbraio 1988 |                 |
| 9  | A Flash of Green            |                 | 23 marzo 1988    |                 |
| 10 | Journey Into Genius         |                 | 6 aprile 1988    |                 |
| 11 | Suspicion                   |                 | 20 aprile 1987   |                 |
| 12 | The Trial of Bernhard Goetz |                 | 11 maggio 1988   |                 |
| 13 | The Land of Little Rain     |                 | 1º giugno 1988   |                 |
| 14 | I Never Sang for My Father  |                 | 15 giugno 1988   |                 |
| 15 | Native Son                  |                 | 29 giugno 1988   |                 |
| 16 | The Big Knife               |                 | 27 luglio 1988   |                 |